# RPG Maker
RPG Maker(RPGツクール Ārupījī Tsukūru) är en serie datorprogram för att utveckla rpg-spel. Programmen är skapade av det japanska företaget ASCII, men har på senare tid tagits över av ett annat japanskt företag, Enterbrain. Det japanska namnet Tsukūru är en mix mellan orden tsukuru (作る), som betyder "göra", och sukūru (スクール), som är den japanska transkriberingen av det engelska ordet "school" som betyder skola.

## Om PC-versionerna
RPG Maker låter användare skapa sina egna rpg-spel. Programmen innehåller en uppsättning förgjorda tilesets, karaktärer och händelser som man kan använda.

### RPG Maker 95
RPG Maker 95, brukar förkortas RM95, var det första i serien att släppas till Microsoft Windows. Programmet släpptes endast på japanska men översattes och spreds illegalt av en rysk programmerare som kallade sig Don Miguel.

### RPG Maker 2000
RPG Maker, oftast förkortat RM2K, var det andra programmet i serien att släppas till Microsoft Windows. Även detta översattes av Don Miguel. Trots att det släpptes senare använder RM2K en lägre upplösning än RM95, nämligen 320x240 pixlar. Fördelarna med det är att man kan ha en högre frekvens på bilduppdateringen utan att det blir jobbigt för äldre datorer, samt att det blir lättare att göra grafiken. Andra stora skillnader gentemot föregångaren är att man i RM2K kan bygga sina kartor i två lager istället för ett och även använda rörliga bakgrunder, panoramabilder.

### RPG Maker 2003
RPG Maker 2003, ofta RM2K3, blev det tredje programmet i serien. En skillnad mot RM2K är det att man utöver wav- och midifiler nu även kan använda mp3-filer. En annan stor och viktig skillnad är att krigssystemet har ändrats från förstapersonsperspektiv till tredjepersonsperspektiv så att spelaren nu även ser de karaktärer denne styr istället för endast motståndaren. Detta program översattes heller inte till engelska legalt.

### RPG Maker XP
RPG Maker XP, oftast RMXP, är det senaste programmet i serien till PC. RMXP är mycket friare än alla de tidigare versioner i det att man inte begränsas av bland annat förutbestämda storlekar på karaktärerna. Dessutom kan man i denna version själv skripta egna system för fajterna, menyerna etc. På grund av detta har många enklare saker upphört att följa med programmet från början, men tack vare stödet av Ruby så har många av dessa finesser kodats av diverse fans och blivit tillgängliga på nätet.
RMXP skapar spel i upplösningen 640x480 pixlar vilket ger fyra gånger större bild jämfört med tidigare versionerna.

### RPG Maker VX
Denna version är nästan helt identisk med RPG Maker XP. Men det är små skillnader, RPG Maker VX har fler funktioner och är lättare att använda än sin föregångare. RPG Maker VX fungerar även med Windows Vista och Windows 7.

## Konsolversioner
RPG Maker har också släppts på konsol. De mest kända är:
- RPG Maker släpptes till PlayStation 2000
- RPG Maker 2 släpptes till Playstation 2 2003
- RPG Maker Advance släpptes till Game Boy Advance 2003
- RPG Maker 3 släpptes till Playstation 2 2005